# رونه کارلسون
رونه کارلسون (انگلیسی: Rune Carlsson; ۱ اکتبر ۱۹۰۹ – ۱۴ سپتامبر ۱۹۴۳) بازیکن فوتبال اهل سوئد بود.
وی همچنین در تیم ملی فوتبال سوئد بازی کرده‌است.